# Òscar Ribas Reig
Òscar Ribas Reig (Sant Julià de Lòria, Andorra, 26 d'octubre de 1936 – 18 de desembre de 2020) fou un empresari i polític andorrà. Es llicencià en dret a la Universitat de Barcelona el 1959. Va ser president de Reig Patrimonia i el primer cap de govern d'Andorra, entre el 1982 i el 1984, càrrec que tornà a ocupar del 1990 al 1994.

## Biografia
Òscar Ribas Reig va nàixer a la parròquia andorrana de Sant Julià de Lòria el 26 d'octubre de 1936, fill de pare català i mare andorrana. Va traslladar-se a viure a Catalunya d'infant, a Barcelona, on va fer els seus estudis a l'escola La Salle Bonanova, graduant-se més tard, l'any 1959, de la facultat de dret de la Universitat de Barcelona. L'any 1961 va completar un màster en filosofia política a la Universitat de Friburg, a Suïssa. Va contraure matrimoni amb na Roser Duró Ribó, amb qui va tindre cinc fills.
La primera incursió en política d'Òscar Ribas fou com a secretari del Comú de Sant Julià de Lòria, la seua terra natal, entre els anys 1963 i 1965. Després de les eleccions generals de 1971, fou elegit Conseller General del Consell General d'Andorra (aleshores conegut com a "Consell General de les Valls") com a candidat independent, degut a la inexistència dels partits polítics abans de la constitució de 1993. Va romandre al càrrec fins a l'any 1979, quan rebutjà presentar-se a les eleccions generals d'aquell any. Durant el seu temps al càrrec, Ribas va ser responsable de la cartera de finances, una institució de l'antic règim semblant a l'actual Ministeri de Finances.
Durant el procés de reforma institucional del Principat d'Andorra, Òscar Ribas fou considerat com a un possible primer cap de govern, especialment després de les eleccions al Consell General de 1991, en les quals havia estat reelegit per la seua parròquia, Sant Julià de Lòria. Quan el càrrec de Cap de Govern fou instituït, ell va ser el primer titolar des del 8 de gener de 1982. El 14 de gener del mateix any, va presentar el seu gabinet i programa de govern. No obstant això, l'1 de maig de 1984 va dimitir degut a la manca de suport parlamentari i a la impossibilitat d'aprovar una nova legislació en matèria d'impostos. El 25 de maig del mateix any fou substituït al càrrec de Cap de Govern per Josep Pintat Solans.
Tingué un paper clau en l'aprovació de la Constitució d'Andorra de 1993, mercès a la qual Andorra esdevenia un estat de dret. Posteriorment fundà la coalició de centredreta Agrupament Nacional Democràtic, amb el qual, en les eleccions andorranes de 1993, fou confirmat com a cap del govern.
Dimití el novembre del 1994 després que el Consell de les Valls no aprovés el seu programa econòmic. Aquell mateix any fou guardonat amb el premi de l'Associació Llengua Nacional Ramon Aramon i Serra a la lleialtat lingüística i l'OCB li atorgà un dels Premis 31 de desembre. També fou President de la Banca Reig i vicepresident del Banc Agrícol.
El 2007 va ser un dels guanyadors dels premis Àgora Cultural 2007. Aquesta entitat va reconèixer la tasca d'Òscar Ribas durant els seus mandats de President del Govern Andorrà en la defensa de la llengua i cultura catalana en ser el primer Cap de Govern a pronunciar un discurs en català a l'Organització de les Nacions Unides.
Arran de la seva mort el 18 de desembre de 2020, Andorra va decretar un dia de dol nacional i tres dies de banderes a mig pal. El cap de govern, Xavier Espot, va expressar les mostres de condol en nom de tot el poble andorrà i va destacar «les seves grans contribucions a la conformació de la institució del govern i la consolidació definitiva del Principat d’Andorra com un estat de dret, democràtic i social».

## Distincions honorífiques
Al llarg de la seva carrera política, Òscar Ribas i Reig ha rebut diversos honors i distincions, fruit de diversos mèrits personals i professionals.
Nacionals
- Placa d'honor a títol pòstum de la Creu dels Set Braços, Principat d'Andorra (2024)[19][20]
- Medalla del Grup d'Ex-Síndics i Ex-Consellers Generals (GESCO), Principat d'Andorra (2018)

Estrangeres
- Gran Creu de l'Orde d'Isabel la Catòlica, concedida pel Regne d'Espanya.
- Comandant de la Legió d'Honor, concedida pel President de la República Francesa i Copríncep d'Andorra l'any 2011.